# Saut en longueur masculin aux Jeux olympiques d'été de 2012
Pour un article plus général, voir Athlétisme aux Jeux olympiques d'été de 2012.
Navigation
Pékin 2008 Rio 2016
Le concours du saut en longueur masculin aux Jeux olympiques de 2012 a lieu dans le Stade olympique de Londres, le 3 août pour les qualifications et le 4 août pour la finale.
Les limites de qualifications étaient de 8,20 m pour la limite A et de 8,10 m pour la limite B.

## Records
Avant cette compétition, les records dans cette discipline étaient les suivants :
| Record du monde  | 8,95 m | Mike Powell | États-Unis | 30 août 1991    | Tokyo  |
| Record olympique | 8,90 m | Bob Beamon  | États-Unis | 18 octobre 1968 | Mexico |

## Médaillés
| Or              | Argent        | Bronze     |
| Greg Rutherford | Mitchell Watt | Will Claye |

## Résultats

### Finale (4 août)
| Rang                                | Athlète                 | Pays            | Essais | Essais | Essais | Essais | Essais | Essais | Marque | Notes |
| Rang                                | Athlète                 | Pays            | 1      | 2      | 3      | 4      | 5      | 6      | Marque | Notes |
| ----------------------------------- | ----------------------- | --------------- | ------ | ------ | ------ | ------ | ------ | ------ | ------ | ----- |
| Médaille d'or, Jeux olympiques      | Greg Rutherford         | Grande-Bretagne | 6,28 m | 8,21 m | 8,14 m | 8,31 m | x      | 6,33 m | 8,31 m |       |
| Médaille d'argent, Jeux olympiques  | Mitchell Watt           | Australie       | x      | 7,97 m | x      | x      | 8,13 m | 8,16 m | 8,16 m |       |
| Médaille de bronze, Jeux olympiques | Will Claye              | États-Unis      | 7,98 m | 8,07 m | 7,93 m | 8,12 m | 7,96 m | x      | 8,12 m |       |
| 4                                   | Michel Torneus          | Suède           | 7,63 m | 7,80 m | 8,07 m | 8,11 m | 8,07 m | 7,98 m | 8,11 m |       |
| 5                                   | Sebastian Bayer         | Allemagne       | 7,87 m | x      | 7,96 m | 8,10 m | 7,96 m | 7,98 m | 8,10 m |       |
| 6                                   | Christopher Tomlinson   | Grande-Bretagne | 8,06 m | 7,87 m | 7,83 m | 8,07 m | 7,74 m | 7,76 m | 8,07 m |       |
| 7                                   | Mauro Vinicius da Silva | Brésil          | x      | x      | 7,96 m | 8,01 m | x      | x      | 8,01 m |       |
| 8                                   | Godfrey Khotso Mokoena  | Afrique du Sud  | 7,93 m | x      | 7,62 m | x      | x      | x      | 7,93 m |       |
| 9                                   | Henry Frayne            | Australie       | 7,85 m | x      | 7,63 m |        |        |        | 7,85 m |       |
| 10                                  | Marquise Goodwin        | États-Unis      | x      | 7,80 m | 7,76 m |        |        |        | 7,80 m |       |
| 11                                  | Aleksandr Menkov        | Russie          | x      | x      | 7,78 m |        |        |        | 7,78 m |       |
| 12                                  | Tyrone Smith            | Bermudes        | 7,70 m | x      | x      |        |        |        | 7,70 m |       |

### Qualifications (3 août)
Longueur demandée : 8,10 mm (Q) ou dans les 12 meilleurs sauteurs (q)
| Rang | Groupe | Athlète                   | Nationalité        | #1     | #2     | #3     | Résultat | Notes |
| ---- | ------ | ------------------------- | ------------------ | ------ | ------ | ------ | -------- | ----- |
| 1    | B      | Mauro Vinicius da Silva   | Brésil             | 8,07 m | 8,11 m |        | 8,11 m   | Q     |
| 2    | A      | Marquise Goodwin          | États-Unis         | 8,11 m |        |        | 8,11 m   | Q     |
| 3    | A      | Aleksandr Menkov          | Russie             | 7,87 m | x      | 8,09 m | 8,09 m   | q     |
| 4    | A      | Greg Rutherford           | Grande-Bretagne    | 8,08 m | 8,06 m |        | 8,08 m   | q     |
| 5    | B      | Christopher Tomlinson     | Grande-Bretagne    | 7,62 m | 8,06 m |        | 8,06 m   | q     |
| 6    | A      | Michel Tornéus            | Suède              | 8,03 m | 7,49 m |        | 8,03 m   | q     |
| 7    | A      | Godfrey Khotso Mokoena    | Afrique du Sud     | x      | 7,81 m | 8,02 m | 8,02 m   | q     |
| 8    | A      | Will Claye                | États-Unis         | 7,99 m | x      | 7,86 m | 7,99 m   | q     |
| 9    | B      | Mitchell Watt             | Australie          | x      | 7,99 m |        | 7,99 m   | q     |
| 10   | A      | Tyrone Smith              | Bermudes           | 7,73 m | 7,75 m | 7,97 m | 7,97 m   | q, SB |
| 11   | A      | Henry Frayne              | Australie          | 7,82 m | x      | 7,95 m | 7,95 m   | q     |
| 12   | B      | Sebastian Bayer           | Allemagne          | 7,92 m | 7,88 m | 3,96 m | 7,92 m   | q     |
| 13   | A      | Christian Reif            | Allemagne          | 7,81 m | x      | 7,92 m | 7,92 m   |       |
| 14   | A      | Eusebio Cáceres           | Espagne            | 7,25 m | 7,92 m | 6,95 m | 7,92 m   |       |
| 15   | B      | Aleksandr Petrov          | Russie             | 7,67 m | 7,57 m | 7,89 m | 7,89 m   |       |
| 16   | B      | Sergey Morgunov           | Russie             | x      | 7,87 m | x      | 7,87 m   |       |
| 17   | A      | Mohammad Arzandeh         | Iran               | 7,77 m | 7,75 m | 7,84 m | 7,84 m   |       |
| 18   | B      | Ignisious Gaisah          | Ghana              | 7,72 m | 7,79 m | 7,50 m | 7,79 m   |       |
| 19   | A      | Damar Forbes              | Jamaïque           | 7,79 m | x      | 7,48 m | 7,79 m   |       |
| 20   | B      | Li Jinzhe                 | Chine              | 7,59 m | 7,67 m | 7,77 m | 7,77 m   |       |
| 21   | B      | Raymond Higgs             | Bahamas            | x      | 7,76 m | x      | 7,76 m   |       |
| 22   | A      | Alyn Camara               | Allemagne          | 7,72 m | x      | 7,69 m | 7,72 m   |       |
| 23   | A      | Salim Sdiri               | France             | 7,71 m | 7,58 m | 5,75 m | 7,71 m   |       |
| 24   | B      | Ndiss Kaba Badji          | Sénégal            | 7,66 m | x      | 7,64 m | 7,66 m   |       |
| 25   | B      | Arsen Sargsyan            | Arménie            | 7,38 m | 7,62 m | 7,60 m | 7,62 m   |       |
| 26   | B      | Povilas Mykolaitis        | Lituanie           | x      | x      | 7,61 m | 7,61 m   |       |
| 27   | B      | Stanley Gbagbeke          | Nigeria            | x      | 5,71 m | 7,59 m | 7,59 m   |       |
| 28   | B      | Marcos Chuva              | Portugal           | x      | 7,55 m | 7,06 m | 7,55 m   |       |
| 29   | A      | Loúis Tsátoumas           | Grèce              | 7,53 m | 7,48 m | x      | 7,53 m   |       |
| 30   | A      | Štepán Wagner             | République tchèque | 7,39 m | 7,50 m | 7,47 m | 7,50 m   |       |
| 31   | B      | Viktor Kuznyetsov         | Ukraine            | 7,43 m | x      | 7,50 m | 7,50 m   |       |
| 32   | B      | Luis Rivera               | Mexique            | 7,42 m | x      | 7,29 m | 7,42 m   |       |
| 33   | A      | Lin Ching-Hsuan           | Taipei chinois     | 7,38 m | 7,35 m | x      | 7,38 m   |       |
| 34   | A      | Supanara Sukhasvasti      | Thaïlande          | 7,38 m | x      | 7,35 m | 7,38 m   |       |
| 35   | A      | Boleslav Skhirtladze      | Géorgie            | 7,26 m | 6,95 m | 6,90 m | 7,26 m   |       |
| 36   | A      | Zhang Xiaoyi              | Chine              | 7,25 m | x      | x      | 7,25 m   |       |
| 37   | B      | Mohamed Fathalla Difallah | Égypte             | x      | 7,08 m | x      | 7,08 m   |       |
| 38   | B      | Roman Novotný             | République tchèque | x      | 6,96 m | x      | 6,96 m   |       |
| 39   | B      | George Kitchens           | États-Unis         | x      | x      | 6,84 m | 6,84 m   |       |
| 40   | A      | Vardan Pahlevanyan        | Arménie            | x      | 6,55 m | x      | 6,55 m   |       |
| NC   | B      | Luis Felipe Méliz         | Espagne            | x      |        |        | NM       |       |
| NC   | B      | Irving Saladino           | Panama             | x      | x      | x      | NM       |       |

## Légende
Records et Performances
- AR : Record continental (area record)
- CR : Record des championnats (championship record)
- MR : Record du meeting (meet record)
- NR : Record national (national record)
- OR : Record olympique (olympic record)
- PR : Record paralympique (paralympic record)
- PB : Record personnel (personal best)
- SB : Meilleure performance personnelle de la saison (season's best)
- WL : Meilleure performance mondiale de l'année (world leader)
- WJR : Record du monde junior (world junior record)
- WR : Record du monde (world record)

Circonstances et Conditions
- DNF : N'a pas terminé (did not finish)
- DNS : N'a pas pris le départ (did not start)
- DQ : Disqualification (disqualification)
- NM : Aucun essai valable enregistré (No Mark)
- Q : Qualifié « directement » au prochain tour (ou à la prochaine compétition), lors d'une compétition majeure, grâce au classement ou à la réalisation des minima (automatic qualifier)
- q : Qualifié au prochain tour (ou à la prochaine compétition), lors d'une compétition majeure, grâce au repêchage ou à la réalisation de l'une des meilleures performances parmi celles des « non qualifiés directement » (grâce au meilleur temps ou à la meilleure distance par exemple) (secondary qualifier)